# Никитин, Вадим Михайлович
Вадим Михайлович Никитин (латыш. Vadims Nikitins; род. 20 января 1964, Рига) — советский и латвийский хоккеист, вратарь.

## Биография
Воспитанник рижского «Динамо», начинал выступать за фарм-клуб «Латвияс Берзс» во второй лиге с сезона 1982/83. Провёл, выходя на замену, несколько матчей в высшей лиге за «Динамо» в сезонах 1984/85 и 1986/87. В сезонах 1987/88 — 1990/91 играл в первой лиге за «Торпедо»/«Ладу» Тольятти. Чемпионат СНГ 1991/92 провёл в рижском клубе, носившем название ХК «Рига». Следующий сезон провёл в «Ладе», став серебряным призёром МХЛ. Играл за клубы чемпионата Латвии «Альянс» (1994/95), «Ник’с-Брих» (1995/96 — 1996/97).
Провёл два матча за сборную Латвии на чемпионате мира 1995 года в группе «В».